# Château Pandone de Venafro
Le château de Pandone est une ancienne forteresse transformée en palais médiéval, située à Venafro dit « porte du Molise  », au point de rencontre avec la Latium, la Campanie et les Abruzzes. Il abrite le musée national du Molise. 

## Histoire
Le château de Pandone, doit son nom à la famille qui possédait cet ancien manoir médiéval. 
Le premier noyau du château est une structure mégalithique, dont les vestiges sont visibles à la base du donjon lombard. La forteresse revêtait dune grande importance stratégique en contrôlant l’entrée de la haute vallée du Volturno. Le château est détruit par le tremblement de terre de 1349. Sa reconstruction permet le développement du complexe fortifié. La forteresse est renforcée par l'élévation d'une enceinte quadrangulaire avec au moins deux tours. La seconde moitié du Xe siècle voit la construction d'un fossé d'enceinte et de trois grandes tours circulaires à base tronconique.
En 1443, avec l'arrivée des Aragonais, le château passe aux mains de la famille Pandone. Le comte Francesco fait agrandir les douves et renforce la structure défensive, tandis qu'Enrico, au début du XVIe siècle, transforme l'édifice en une résidence « Renaissance », avec la loggia et le jardin. Il fait aussi réaliser une décoration picturale à fresque (1522 - 1527) représentant les meilleurs chevaux de son élevage. Après la décapitation d'Enrico à la suite de sa trahison envers Charles Quint, le fief passe successivement à diverses familles dont celle des Lannoy, qui apportent de nouvelles modifications à l'architecture et aux décors, accentuant le caractère résidentiel du château.
Le château a peu à peu été abandonné et est repris finalement par les services d'état qui après des années de travaux de restauration en font un lieu de conférences et d'expositions. Depuis 2013, le château abrite le Musée national du Molise.

## Le musée
Le château est la résidence du Musée national du Molise (Museo nazionale del Molise), créé en 2013 par les structures territoriales du ministère italien du patrimoine et des activités culturelles, dans le but de mettre en valeur les qualités du patrimoine artistique du Molise dont les œuvres du territoire régional, mais aussi d'autres œuvres d'État, provenant des dépôts des musées de Capodimonte et de San Martino à Naples, de la Galerie nationale d'Art ancien de Rome et du Palais Royal de Caserte.

### Le parcours didactique
Le parcours didactique est composé de deux sections : 
- Le château, avec ses caractéristiques  architecturales et décoratives.

Dans une aile du château se trouvent les salles décorées à l'initiative du comte Enrico Pandone entre 1522 et 1527 avec des fresques représentant les chevaux qu'il possédait et le Salone nobile avec un cycle de fresques du XVIe siècle à thème bucolique.

Fresque de chevaux de l'élevage de Enrico Pandone
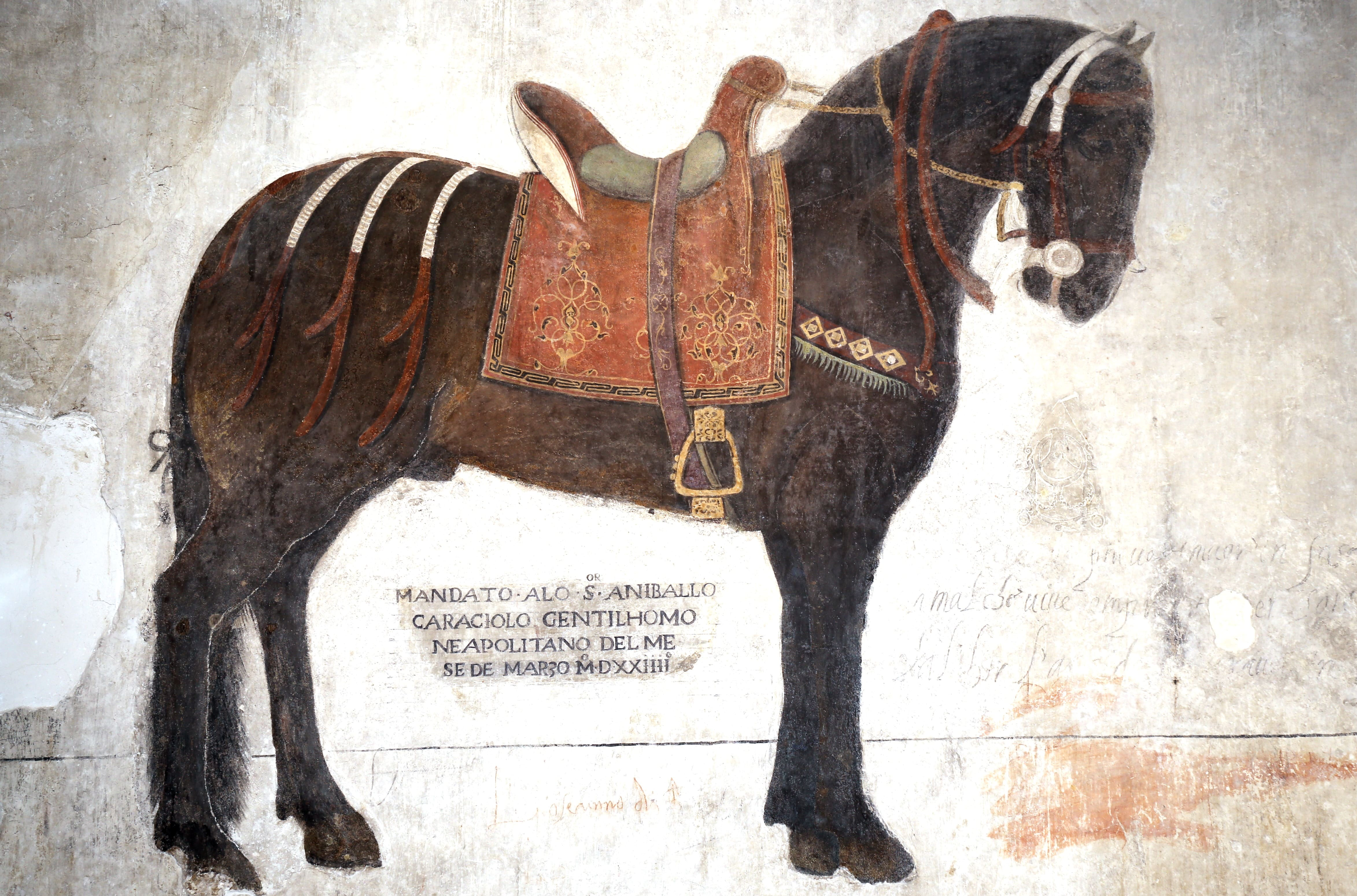

- Au deuxième étage les fresques, sculptures, peintures, dessins et gravures, dans un itinéraire qui documente la chronologie, du Moyen Âge au Baroque et les différentes phases culturelles du Molise[4].

Œuvres exposées
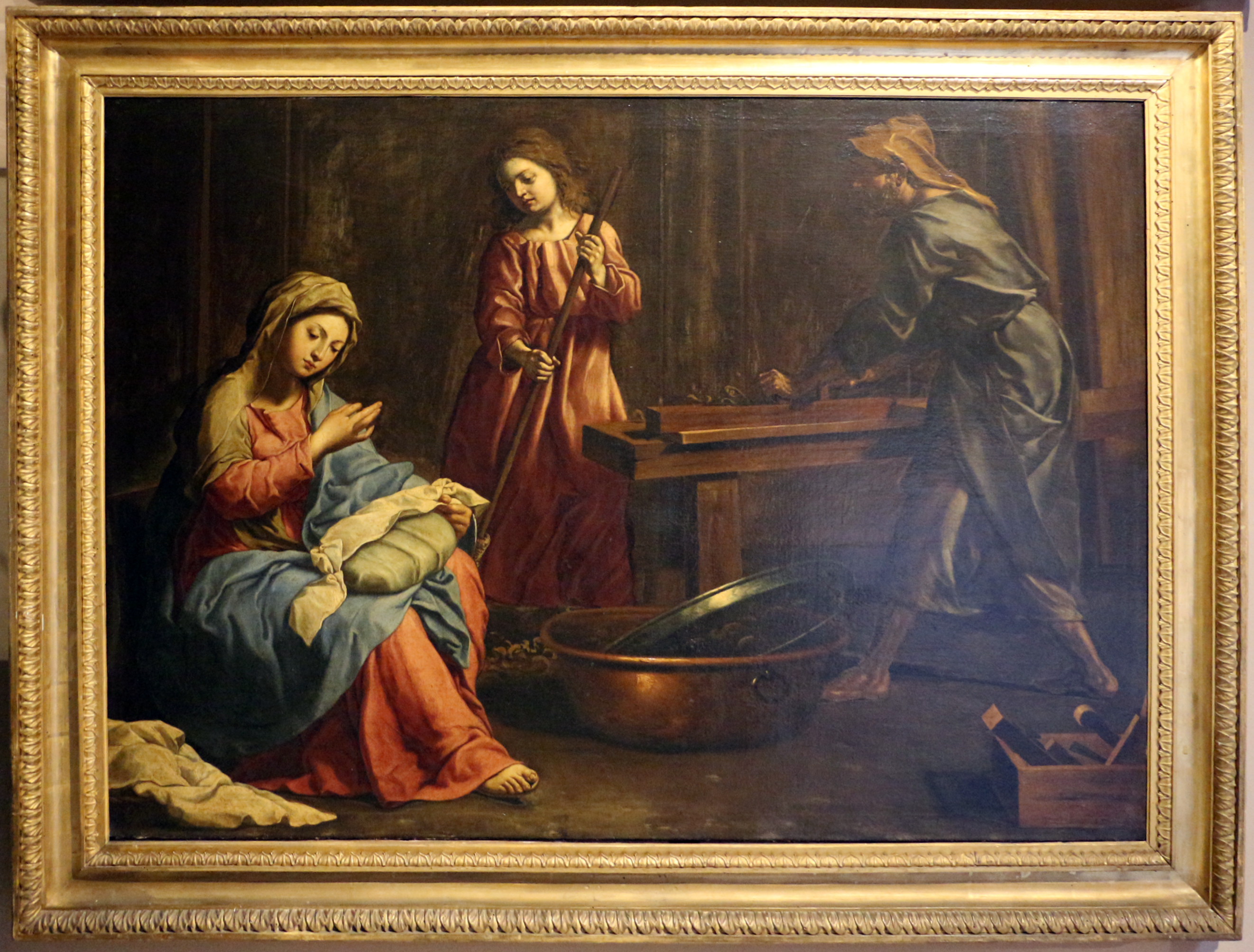
Francesco Cozza Sacra famiglia al lavoro.
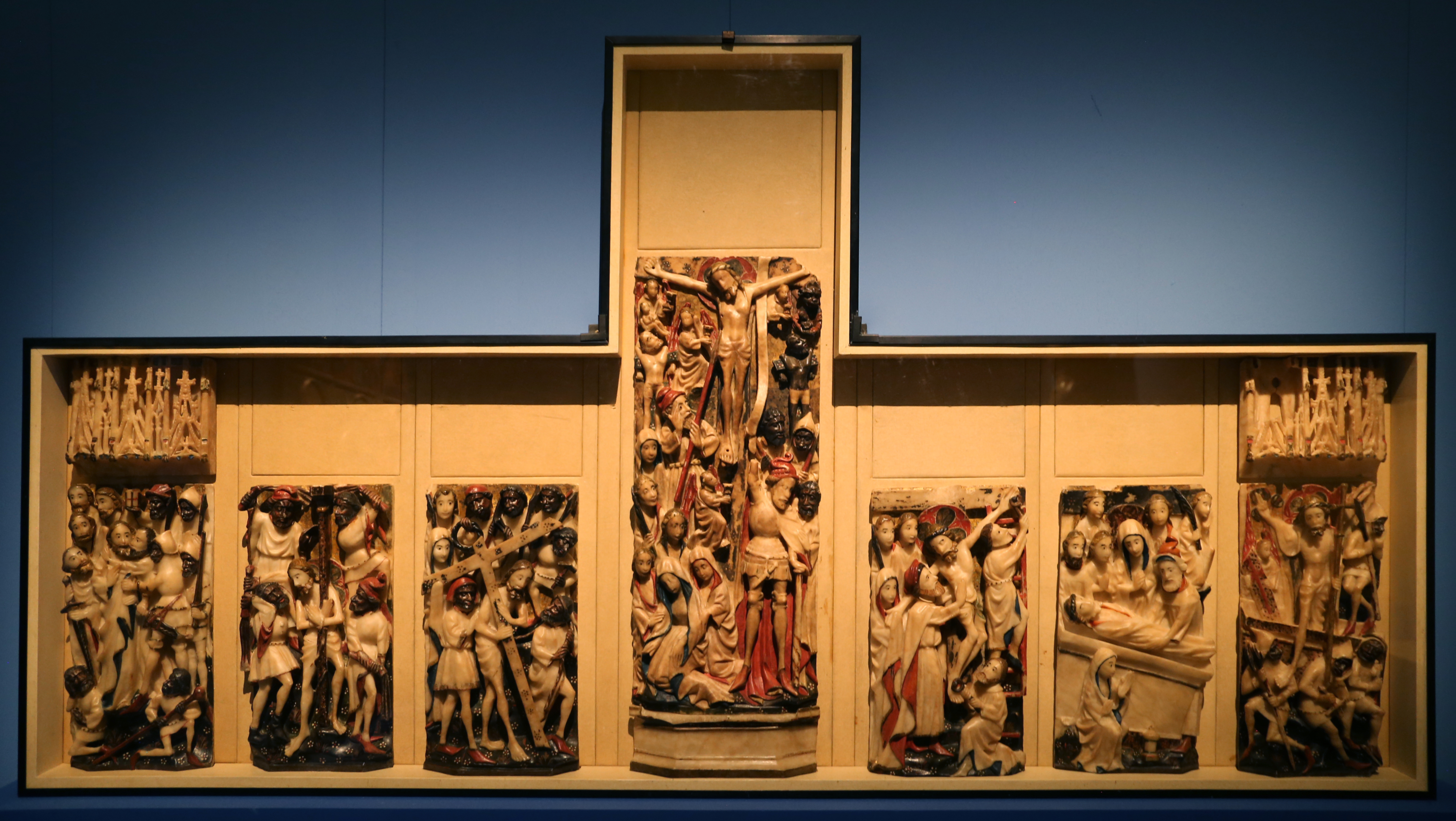
Polyptyque en albâtre Storie della passione di cristo.